# Ordnung ist das halbe Leben
Ordnung ist das halbe Leben (Originaltitel The Great O’Malley) ist die Literaturverfilmung eines Melodrams durch William Dieterle aus dem Jahr 1937 mit Pat O’Brien, Sybil Jason, Humphrey Bogart, Ann Sheridan und Donald Crisp in den Hauptrollen. Das Drehbuch des Films basiert auf Gerald F. Beaumonts Geschichte The Making of O’Malley, die 1924 im Redbook des Autors veröffentlicht wurde.
Der Film existiert bereits in einer Stummfilmversion aus dem Jahr 1925 unter der Regie von Lambert Hillyer mit Milton Sills, Dorothy Mackaill, Helen Rowland und Warner Richmond in den Hauptrollen.

## Handlung
Der irischstämmige Polizist James Aloysius O’Malley ist dafür bekannt, sich akribisch an die Buchstaben des Gesetzes zu halten und selbst bei geringfügigen Vergehen ausnahmslos hart durchzugreifen. Er ist überzeugt davon, dass ihn das zu einem Superpolizisten macht. Bei seinen Kollegen ist er eher unbeliebt und zieht oft ihren Spott auf sich. Selbst seiner Mutter droht O’Malley mit einer Anzeige, weil sie die Vögel auf ihrem Fensterbrett mit Brotkrümeln füttert. Sie verteile dadurch Unrat in der Gegend, meint er. Auch John Phillips, der gerade auf dem Weg zu seiner kurz zuvor neu angetretenen Arbeitsstelle ist, macht Bekanntschaft mit dem hyperkorrekten, pedantischen Beamten. In den Ohren von O’Malley ist sein Schalldämpfer viel zu laut. Er hält Phillips so lange auf, dass er zu spät zu seinem Arbeitsplatz kommt, wodurch er diesen wieder verliert. Da Phillips für seine Frau und für seine behinderte Tochter Barbara sorgen muss, versucht er in seiner Verzweiflung, seine Kriegsmedaillen und einen Revolver zu verpfänden. Da der Ladenbesitzer ihm keinen angemessenen Gegenwert auszahlen will, gerät Phillips in Wut, schlägt den Mann nieder und nimmt sich den Betrag, den er für angemessen hält, aus der Kasse.
Dies führt in der Folge dazu, dass Phillips verhaftet und wegen Raubes zu einer Gefängnisstrafe verurteilt wird. O’Malley indes wird von Captain Cromwell wegen seiner harten Maßnahmen strafversetzt und muss nun als Schulweghelfer an der Schule Dienst tun, die auch Phillips Tochter Barbara besucht. O’Malley freundet sich mit dem kleinen Mädchen an, ohne zu wissen, wer ihr Vater ist. Als er Judy Nolan kennenlernt, Barbaras Lehrerin, verliebt er sich in sie. Die junge Frau verachtet ihn allerdings aufgrund dessen, was sie von ihm weiß. Das bringt O’Malley dazu, seine Haltung und sein berufliches Vorgehen zu überdenken.
Als O’Malley herausfindet, dass Barbara die Tochter des Mannes ist, für dessen Gefängnisaufenthalt er zumindest eine Mitverantwortung trägt, kümmert er sich um das Mädchen und dessen Mutter. Heimlich wendet er sich auch an den behandelnden Arzt der Kleinen, der glaubt, dass man mit einer Operation das verkrüppelte Bein des Kindes wiederherstellen könne. Er arbeitet einen Zahlungsplan für die Kosten der OP aus, die er übernehmen will und hilft außerdem dabei, dass Phillips auf Bewährung aus dem Gefängnis entlassen und zudem bei seinem ehemaligen Arbeitgeber wieder eingestellt wird.
Phillips, der nichts von all dem weiß, was O’Malley inzwischen für ihn und seine Familie getan hat, schießt aus Verzweiflung und in dem Glauben, O’Malley werde ihn, nachdem er nun wieder auf freiem Fuß ist, erneut verfolgen, auf den Polizisten. Als Phillips erfährt, was O’Malley alles für ihn und seine Familie getan hat, ist er beschämt. Er spendet sein Blut für eine notwendige Transfusion. O’Malley hat sich inzwischen so weit gewandelt, dass er versucht, Phillips zu entlasten, indem er behauptet, er selbst habe die Schießerei versehentlich ausgelöst, als er auf der Treppe gestolpert sei.
Nachdem James O’Malley sich von seiner Verletzung erholt hat und wieder hergestellt ist, wird er in seinem alten Revier respektvoll von seinen Kollegen aufgenommen. Was für ihn allerdings von noch größerer Bedeutung ist, ist die Tatsache, dass zwischen ihm und Judy Nolan inzwischen eine hoffnungsvolle Beziehung entstanden ist.

## Produktion

### Produktionsnotizen
Produziert wurde der Film von Jack L. Warner und Hal B. Wallis von Warner Bros. Pictures Inc. Die Dreharbeiten fanden ab Juli 1936 in den Warner Brothers Burbank Studios in Burbank in Kalifornien statt.
Der Film bescherte Humphrey Bogart in seinem zweiten Jahr bei Warner Bros. seine erste Besetzung an vorderer Stelle in der Besetzungsliste. Er nahm allerdings den Platz hinter dem Kinderstar Sybil Jason ein, Warner versuchte aus ihr einen Kinderstar wie Shirley Temple, die bei 20th Century-Fox unter Vertrag stand, zu machen. Innerhalb eines Jahres entschied Warner, dass Jason nie eine ernsthafte Bedrohung für Temple darstellen werde und entließ sie aus ihrem Vertrag. Nach zwei Filmen an der Seite ihrer ehemaligen Rivalin verließ Jason die Leinwand. Ein Problem stellte für Humphrey Bogart die Abneigung dar, die Studioboss Jack L. Warner gegen ihn hegte. Dieser hielt den Schauspieler für respektlos und undankbar und ärgerte sich sowieso darüber, ihn überhaupt engagieren zu müssen. Leslie Howard hatte sich geweigert, für die Verfilmung seines Broadway-Hits Der versteinerte Wald von 1936 zu unterschreiben, wenn sein Freund Bogart nicht seine Bühnenrolle als psychotischer Gangster auch im Film bekommen würde. Mary Gordon, die in diesem Film Pat O’Briens Mutter verkörpert, war in der Filmkomödie The Irish in Us (1935) ebenfalls in dieser Rolle besetzt.
Regisseur William Dieterle, der dem Film, bei dem ursprünglich Michael Curtiz Regie führen sollte, zugeteilt worden war, verhielt sich den Schauspielern gegenüber schikanös, was Bogart zu einem leidenschaftlichen Memo an Produktionsleiter Hal Wallis veranlasste, in dem er Dieterles Rückzug aus der Produktion forderte, was jedoch im Sande verlief. Bogart soll seine Rolle in The Great O’Malley nicht gemocht haben. Dieterle und Bogart arbeiteten nie wieder in einem Film zusammen.
Das Trio Humphrey Bogart, Ann Sheridan und Pat O’Brien trat auch in den Gangsterfilmen San Quentin (1937) und Chicago – Engel mit schmutzigen Gesichtern (1938) auf. Dies war Bogarts zweiter Film mit O’Brien. Bogart hatte eine hohe Meinung von O’Brien sowohl als Schauspieler wie auch als Mensch.

### Soundtrack
- My Country, ’Tis of Thee (Mein Land, von Dir ist’s; auch America) / Melody from God Save the Queen/King,
, Text von Samuel Francis Smith, gesungen a cappella von Schulkindern
- Coney Island (1935), Musik Harry Warren, gepfiffen von William J. O’Brien im Krankenhausbereich
- Hänschen klein, altes deutsches Volks- und Kinderlied, gesungen von den Kindern

### Synchronisation
Die deutsche Synchronfassung des Filmes entstand bei der Bavaria Atelier GmbH, München, unter der Dialogregie von Rolf von Sydow und nach einem Buch von M. Z. Thomas.
| Figur                   | Darsteller            | Deutscher Sprecher  |
| ----------------------- | --------------------- | ------------------- |
| James Aloysius O’Malley | Pat O’Brien           | Niels Clausnitzer   |
| John Phillips           | Humphrey Bogart       | Leo Bardischewski   |
| Judy Nolan              | Ann Sheridan          | Eva Pflug           |
| Mrs. Phillips           | Frieda Inescort       | Rosemarie Fendel    |
| Captain Cromwell        | Donald Crisp          | Wolfgang Eichberger |
| Verteidiger             | Henry O’Neill         | Horst Naumann       |
| Autofahrer              | Craig Reynolds        | Erich Ebert         |
| Pinky Holden            | Hobart Cavanaugh      | Til Kiwe            |
| Arzt                    | Gordon Hart           | Thomas Reiner       |
| Dr. Edwin Larson        | Frank Reicher         | Wolfgang Büttner    |
| Schulbusfahrer          | Bobs Watson           | Kurt Eugen Ludwig   |
| Altstoff-Händler        | Armand ‚Curly‘ Wright | Bum Krüger          |
| Richter #1              | Earl Dwire            | Thomas Reiner       |
| Richter Evers           | Thomas Pogue          | Erik Jelde          |

### Anzeigen, Veröffentlichung
Folgt man den damaligen Anzeigen zum Film, handelt es sich um ein Polizeidrama, das die perfekte Paarung von Pat O’Brien, dem typischen hibernianischen Helden von Warner Bros., und Humphrey Bogart, einem der größten Gangster der Leinwand, zu sein scheint. Bogarts Rolle war allerdings weit entfernt von dem versprochenen verrückten Revolverhelden. Er war nicht einmal ein Gangster, sondern nur ein verzweifelter Arbeitsloser, der in die Kriminalität getrieben wurde.
Premiere hatte der Film am 5. Februar 1937 in Indianapolis in Indiana und gleichzeitig in Providence in Rhode Island in den Vereinigten Staaten, bevor er am 13. Februar 1937 im gesamten Land anlief. Im Vereinigten Königreich lief der Film am 23. Februar 1937 in London an, in Australien am 21. Mai 1937, in Frankreich am 28. Mai 1937, in Finnland am 18. Juli 1937, in Den Haag in den Niederlanden am 26. November 1937 und in Portugal am 23. März 1939. Am 1. Mai 1957 wurde der Film erstmals in Tucson, Arizona im amerikanischen Fernsehen gezeigt. Die Arbeitstitel des Films lauteten The Making of O’Malley und The Rise of the O’Malleys. In der Bundesrepublik Deutschland wurde der Film erstmals am 20. Dezember 1962 im Programm der ARD ausgestrahlt.
Veröffentlicht wurde der Film zudem in Belgien, Brasilien, Kanada, Frankreich, Griechenland, in den Niederlanden, in Polen und in der Sowjetunion.

## Kritik
Der Filmdienst war der Meinung, dass der Film über einen New Yorker Polizisten, der „durch seine humorlos pedantische Dienstauffassung und Paragraphenreiterei eine Familie unglücklich“ mache und sich „zum hilfsbereiten Mitmenschen“ wandele, in „bester Absicht etwas durchsichtig-sentimental und nicht ganz glaubwürdig angelegtes Hollywoodkino“ sei.
Alan G. Barbour schrieb zur Rolle von Humphrey Bogart, dass er in diesem Film „ausgezeichnet Gelegenheit“ gehabt habe, „seine Wandlungsfähigkeit unter Beweis zu stellen“, was er auch „sehr eindrucksvoll und wirksam“ getan habe, indem er nachvollziehbar gemacht habe, dass sich die „frühere sorglose Einstellung“ seiner Figur „zum Leben in Frustration und bitteren Haß“ verwandle.
Erik Lundegaard meine, am besten im Film habe ihm der Treueschwur gefallen. Besonders gefalle ihm an alten Filmen, dass man etwas lerne, selbst wenn sie schlecht seien. Dies sei ein weiterer 08/15-Film von Warner Bros. in seinem „Jahr ohne Cagney“. Bogart sei nun auf dem dritten Platz in der Besetzungsliste zu sehen aber kaum der Humphrey Bogart, wie man ihn kenne. Alles in allen sei der Film eintönig.
Frank Showalter war der Meinung, dass Pat O’Brien in diesem Krimi-Melodram eine komische Fehlbesetzung sei. Die Figur, die er hätte spielen sollen, hätte starr, detailversessen und routinemäßig sein und ihren Job mit Eifer ausüben sollen. Zwar werde O’Brien all das zugeschrieben, doch wirke er in seinen Szenen durchweg lakonisch und verändere sich nie, sodass er die vermeintlich dramatische Veränderung seiner Figur nicht glaubhaft rüberbringe.
Laura Grieve meinte, dass sie Warner-Bros.-Filme der 30er Jahre generell möge, dies aber einer der alberneren sei. O’Brien sei gezwungen, sich einen halben Film lang wie ein absoluter Idiot zu verhalten; wenn man das sehen wolle, sei dies der richtige Film. Spaß mache es, den jungen Bogart sowie Ann Sheridan zu sehen und Sybil Jason sei ziemlich süß, aber unterm Strich, sei dies nicht einer der interessanteren Filme von Warner Bros.
Doug Holland, Neverending Film Festival, schrieb, dass der Film schon seit Jahren auf seiner Beobachtungsliste gestanden habe, aber nichts für ihn sei. Das beste am Film sei Humphrey Bogart, dessen Rolle aber eher klein sei. Wer ein Märchen suche, The Great O’Malley sei sonniger als die Sonne an einem sonnigen Hochsommertag. Allerdings sei der Film echt schwer zu ertragen, wenn man je einem wirklichen Polizisten begegnet sei.
Auf der Seite The Bogie Film Blog wurde ausgeführt, dass der Film kein Muss für Bogart-Fans sei, aber sehenswert und seine Momente habe, sodass man am Ende versöhnlich gestimmt sei. Pat O’Briens Leistung in einem Film voller zweidimensionaler Charaktere sei großartig, sodass er es sei, der den Film rette und ihn in die Kategorie „unterhaltsam“ befördere. Ann Sheridans Rolle sei nicht besonders ausgereift, aber sie sei einfach süß und charismatisch, sodass man deutlich sehe, dass sie das Beste aus dem Drehbuch gemacht habe. Die Kinderschauspielerin Sybil Jason sei hier so stark, wie man es von einem Kinderschauspieler nur erwarten könne. Es gebe noch zahlreiche weitere überzeugende Charakterdarsteller im Film, die erwähnenswert seien, so Donald Crisp, dessen Rolle zwar klein sei, aber er sei überzeugend wie immer. Bogart schaffe es – wie immer – in seiner eher kleinen Rolle mit wenig Handlungsspielraum aus wenig viel zu machen. Bogart habe ein unglaubliches Talent, kleineren Szenen kleine Nuancen hinzuzufügen, die die meisten Schauspieler entweder übertreiben oder gar nicht erst bedenken würden. Fazit: Dieser Film sei zwar weit entfernt von Bogarts besten Werken, aber ein guter Abendzeitvertreib.
In der Variety war zu lesen, der Film gehöre zu Hollywoods Standardrezepten für Polizeifilme, allerdings mit weniger Action als üblich. Das Studio habe Humphrey Bogart in diesem Film seine erste Hauptrolle gegeben, offenbar als Belohnung für seine Arbeit in dem Filmdrama Geheimbund Schwarze Legion|Black Legion. Pat O’Brien verkörpere in The Great O’Malley seinen Gegenpart. Keiner von beiden sei verantwortlich dafür, dass der Film sein Ziel verfehle. Der Hauptgrund und Nachteil liege darin, dass die Handlung der Vorlage von Gerald Beaumont zu oft überarbeitet worden sei. William Dieterle habe einen tapferen Versuch unternommen, die Schwächen des Drehbuchs in seiner Regie zu überwinden, was ihm aber nicht gelungen sei.